# 14. Regionalarmee
Die 14. Regionalarmee (jap. 第14方面軍, dai-jūyon-hōmengun) war eine der Regionalarmeen des Kaiserlich Japanischen Heeres von 1941 bis 1945. Ursprünglich 1941 als 14. Armee (japanisch 第14軍, Dai-jūyon-gun) aufgestellt, die maßgeblich an der Eroberung der Philippinen beteiligt war, wurde sie im Juli 1944 in die 14. Regionalarmee umgewandelt, die die Inseln während der Rückeroberung der Philippinen durch alliierte Truppen verteidigte.

## Geschichte

### 14. Armee

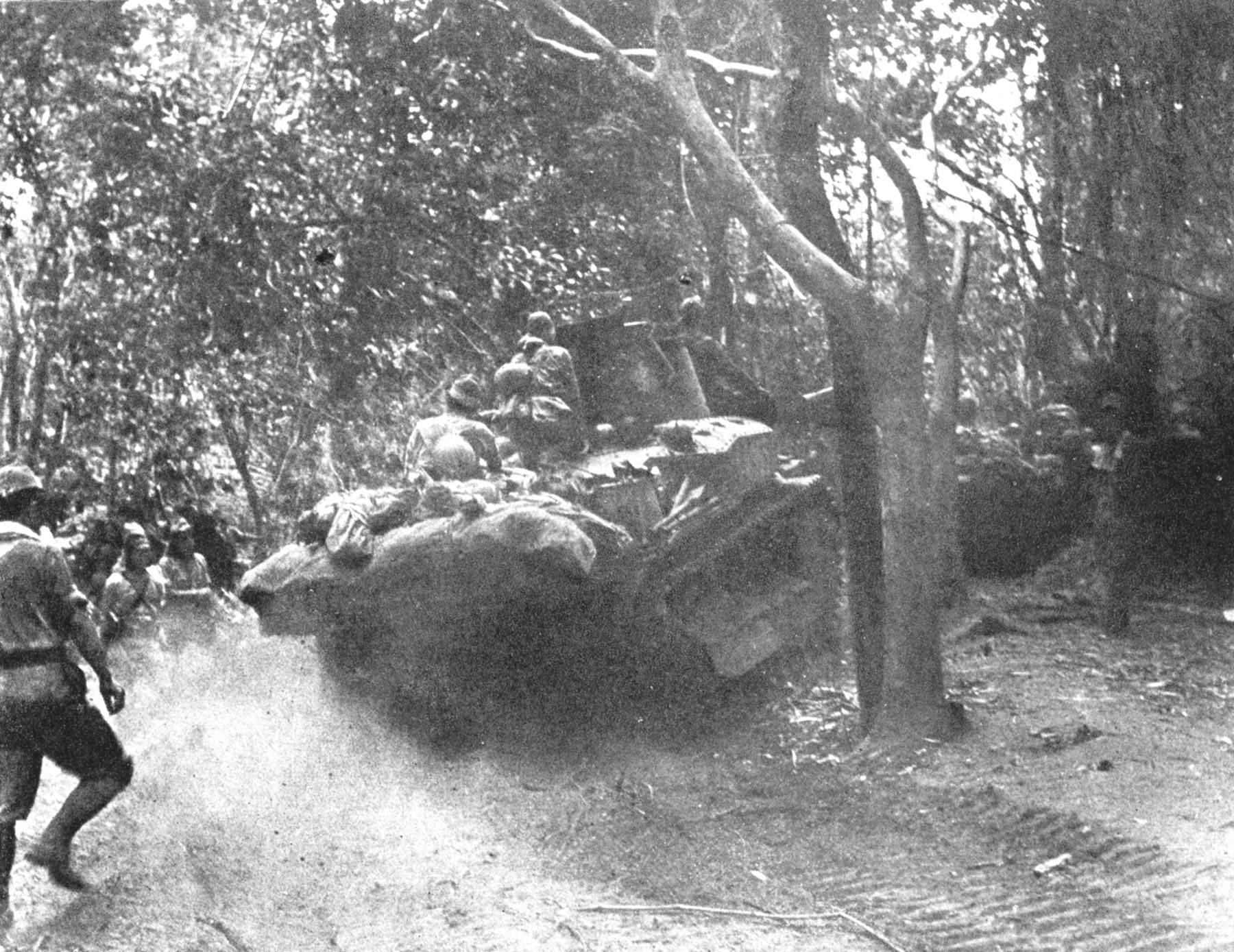
Japanischer Panzer und Truppen der 14. Armee in Bataan, März/April 1941

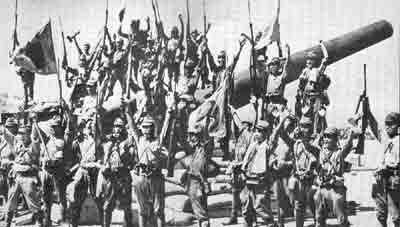
Japanische Truppen der 14. Armee feiern nach der Einnahme der Festung Corregidor, Mai 1942

Die 14. Armee wurde am 6. November 1941, bestehend aus der 16. und 48. Division, der 65. Selbstständigen Gemischten Brigade und dem 4. und 7. Panzer-Regiment, als Teil der Südarmee (entspricht Heeresgruppe-Süd) aufgestellt. Der Tarnname der 14. Armee lautete Shōbu (尚武, „Kriegerverehrung“). Am 8. Dezember 1941, nach dem japanischen Angriff auf Pearl Harbor und dem darauf folgenden Kriegseintritt der USA in den Zweiten Weltkrieg, landeten Einheiten der 14. Armee auf den Philippinen, wobei sie die größte Insel Luzon gegen starken amerikanischen Widerstand auf der Halbinsel Bataan einnahmen. Truppen der 14. Armee besetzen bis 1943 auch große Teile Niederländisch-Ostindiens und Borneos, aber die Haupttruppen, bestehend aus der 16. und 48. Division, blieben bis 1944 auf den Philippinen stationiert. Das Hauptquartier der 14. Armee war in Manila, obwohl die Befehle der Südlichen Armeegruppe aus Saigon kamen.

### 14. Regionalarmee
Am 28. Juli 1944 erfolgte die Umorganisation in eine Regionalarmee, wobei vier Infanteriedivisionen zur Verstärkung auf Luzon landeten. Im November 1944, im Laufe der Schlacht um Leyte, wurde die 35. Armee, die aus drei Infanteriedivisionen bestand, auf die Insel gesandt, um gegen die amerikanischen Truppen zu kämpfen. Im Januar 1945 wurden mehrere Reservisten einberufen und zwei weitere Divisionen aufgestellt, bevor die 14. Regionalarmee im Laufe der amerikanischen Rückeroberung der Insel Luzon vernichtet wurde.

## Kommandeure
|    | Name                             | Von                | Bis                |
| -- | -------------------------------- | ------------------ | ------------------ |
| 1. | Generalleutnant Homma Masaharu   | 6. November 1941   | 1. August 1942     |
| 2. | Generalleutnant Tanaka Shizuichi | 1. August 1942     | 19. Mai 1943       |
| 3. | Generalleutnant Kuroda Shigenori | 19. Mai 1943       | 26. September 1944 |
| 4. | General Yamashita Tomoyuki       | 26. September 1944 | Kriegsende 1945    |

## Geschichte der Einheit
- 6. November 1941: Aufstellung, Hauptelemente sind die 16. Division, 48. Division, 65. Selbstständige Gemischte Brigade, 4. und 7. Panzer-Regiment
- 8. Dezember 1941: Beginn der Schlacht um die Philippinen
- 10. Dezember 1941: Landung der ersten Vorauseinheiten auf Luzon
- 22. Dezember 1941: Landung der 48. Division im Golf von Lingayen
- 24. Dezember 1941: Landung der 16. Division in der Bucht von Lamon
- April 1942: Todesmarsch von Bataan
- 9. Juni 1942: Ende der Schlacht um die Philippinen
- April 1944: 30. Division wird unterstellt und nach Mindanao verlegt
- Juni 1944: 103. und 105. Division werden unterstellt
- 15. Juni 1944: 55. Selbstständige gemischte Brigade wird unterstellt
- 28. Juli 1944: Umorganisation in 14. Regionalarmee
- August 1944: 8. und 10. Division werden unterstellt
- 4. August 1944: Aufstellung der 35. Armee und Eingliederung zusammen mit der 2. Panzer-Division
- 20. Oktober 1944: Beginn der alliierten Landung auf den Philippinen
- 22. Oktober 1944: Befehl an die 35. Armee zur Entscheidungsschlacht bei Leyte
- 24. Oktober 1944: See- und Luftschlacht im Golf von Leyte
- Dezember 1944: 19. und 23. Division werden unterstellt
- 9. Januar 1945: Beginn der Schlacht um Luzon
- 13. Februar 1945: Dai-1 Teishin Shūdan (1. Luftsturmdivision) und 4. Luft-Division werden unterstellt
- 6. März 1945: Aufstellung und Eingliederung der 41. Armee

## Gliederung und Standorte zu Kriegsende
- direkt unterstellt:
  - 10. Division, Luzon
  - 19. Division, Luzon
  - 23. Division, Luzon
  - 45. Division, Luzon
  - 103. Division, Luzon
  - 105. Division, Luzon
  - 2. Panzer-Division, Luzon
  - Dai-1 Teishin Shūdan (1. Luftsturmdivision), Luzon
  - 4. Luft-Division, Luzon
  - 58. Selbstständige Gemischte Brigade, Luzon
- 35. Armee, Mindanao
  - 1. Division, Cebu
  - 16. Division, Leyte
  - 26. Division, Leyte
  - 30. Division, Mindanao
  - 100. Division, Mindanao
  - 102. Division, Cebu
  - 54. Selbstständige Gemischte Brigade, Mindanao
  - 55. Selbstständige Gemischte Brigade, Jolo
  - 68. Brigade, Leyte
- 41. Armee, Luzon
  - 8. Division, Luzon